# Regulus (cheval)
Pour les articles homonymes, voir Regulus.
Regulus est un cheval Pur-sang né en 1739. Élevé par Lord Chedworth, il reste invaincu en course.

## Histoire
Il naît en Angleterre en 1739. Après la mort de Lord Chedworth, Regulus est vendu à Mr. Martindale sans avoir gagné de course. Monté par John Oakley, il se révèle être un excellent cheval de course, remportant, en 1745, 8 courses et 50 livres de prix.
Regulus est l'un des meilleurs chevaux de son époque, et il se retire au haras dans le nord de l'Angleterre en restant invaincu sur chacune de ses 9 courses. Il meurt à l'âge de 26 ans.

## Origines
Regulus est le fils de Godolphin Arabian et de Grey Robinson. On ne connaît pas son ascendance du côté de son père. En revanche, son ascendance maternelle est mieux connue : il descend de Bald Galloway et d'une sœur de Old Country Wench (mère de Squirt), issue de Snake.

## Descendance
Regulus se révèle être également un excellent géniteur, puisqu'il est le père de Royal (1749), South (vers 1750), Fearnought (1755), Star, Cato, Juba, Ascha, Grisewood's Lady Thigh, Miss Belsea et plusieurs autres poulinières importantes, dont Spilletta (la mère d'Eclipse) et la mère de Highflyer.
Les succès de ses poulains l'amenent à être tête de liste des étalons en Angleterre et en Irlande pendant huit années (1754 à 1757, puis 1761, 1763, 1765 et 1766).